# Adolphe Tanquerey

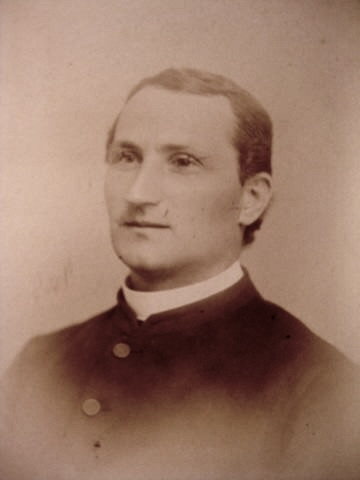
Adolphe Tanquerey alrededor de 1900

 Adolphe Tanquerey (Blainville-sur-Mer, Francia, 1 de mayo de 1854 - Aix-en-Provence, 21 de febrero de 1932) fue un sacerdote sulpiciano francés, profesor y doctor de Derecho Canónico, leyes y Teología Dogmática y autor de una gran cantidad de obras del espiritualidad.

## Biografía
Tanquerey comenzó sus estudios en el Saint-Lô College y , desde 1873, en el Gran Seminario de Coutances, hasta 1875, donde se unió al seminario Saint-Sulpice en París. Después de dos años de estudio en Roma, recibió su doctorado en teología en 1878 del Colegio Divi Thomae (Universidad Pontificia de Santo Tomás de Aquino, Angelicum. Habiendo recibido el sacerdocio el mismo año, se hizo miembro de la Compañía de Sacerdotes de San Sulpicio (sulpicianos).
Más tarde fue profesor de teología dogmática y ocupó diversos cargos, como el superior del seminario Saint-Sulpice. Debido a la política anticlerical de Francia, se retiró al seminario de Saint-Sulpice en Issy-les-Moulineaux. En 1926, se trasladó a Aix-en-Provence, donde continuó su labor sacerdotal hasta su muerte, dedicándose constantemente a revisar nuevos libros de texto y escribir publicaciones más pequeñas dedicadas a temas espirituales.

## Obras
Su obras más famosa, Précis de teología ascética y mística, la escribió en su retiro en el seminario de Issy-les-Moulineau; publicado por primera vez en 1924; reimpreso varias veces, y traducido a varios idiomas, este Compendio de teología ascética y mística ha tenido una amplia difusión. En este libro, que describe las escuelas de ascetismo desde los Padres de la Iglesia hasta la escuela de San Alfonso María de Ligorio, hace especial hincapié en la escuela de espiritualidad francesa. De particular interés, es ampliamente utilizado en varios seminarios católicos y muchos autores espirituales, órdenes religiosas y congregaciones lo recomiendan a sus miembros. En español también se ha publicado Para hacer apóstoles.
No obstante sus principales obras fueron escritas siendo superior del seminario Saint-Sulpice: la Sinopsis theologiae dogmaticae y la Sinopsis theologiae moralis y pastoralis (ambas en latín)